# Cydistomyia doddi
Cydistomyia doddi är en tvåvingeart som beskrevs av Taylor 1917. Cydistomyia doddi ingår i släktet Cydistomyia och familjen bromsar. Inga underarter finns listade i Catalogue of Life.